# Erwin Lichtenberg
Erwin Lichtenberg (15 januari 1966) is een voormalig voetballer van PEC Zwolle.

## Statistieken
| Seizoen | Club       | Land      | Competitie | Wed. | Goals |
| ------- | ---------- | --------- | ---------- | ---- | ----- |
| 1984/85 | PEC Zwolle | Nederland | Eredivisie | 3    | 0     |
| Totaal  | Totaal     | Totaal    | Totaal     | 3    | 0     |